# شارع أريحا (القدس)
طريق أريحا ((بالعبرية: דרך יריחו)) هو شارع يقع في القدس الشرقية على الحدود الشرقية للبلدة القديمة، وهو جزء من الطريق السريع 417.

## المسار
يمر طريق أريحا هبوطاً في وادي النار، ماراً على عدد من المعالم القديمة، مثل كنيسة قبر مريم، وقبر أبشالوم، وقبر بني حزير، وقبر زكريا، وقبر يهوشافاط، وقبر يعقوب الصغير. يمر الطريق بعد ذلك بمحاذاة سفح جبل الزيتون، ويستمر مروراً بحي راس العامود ومستوطنة معاليه هزيتيم ووادي قدوم كشارع تجاري. مع مرور الطريق بشارع الشيخ على أطراف أبو ديس، يوجد الجدار الإسرائيلي العازل مع نقطة تفتيش أمنية، حيث أغلق الطريق بالكامل منذ 2006. وراء الجدار العازل، يستمر الطريق كشارع تجاري رئيسي يمر بأبو ديس والعيزرية وجهالين. ينحرف الطريق بعد ذلك شمالاً ماراً بمعاليه أدوميم ومتحولاً إلى طريق سيار، حتى يتحد بعد مفترق أدوميم مع الطريق السريع 1.

## التقاطعات
| كم         | الموقع                                | الاسم      | النوع | الدلالة | يمر ب                               |
| ---------- | ------------------------------------- | ---------- | ----- | ------- | ----------------------------------- |
| طريق أريحا |                                       |            |       |         |                                     |
| 6.4        | البلدة القديمة                        |            |       |         | طريق باب الأسباط                    |
| 6.5        | البلدة القديمة                        |            |       |         | طريق هعوفل                          |
| 6.6        | جبل الزيتون                           |            |       |         | شارع المنصورية                      |
| 7.2        | راس العامود معاليه هزيتيم جبل الزيتون |            |       |         | شارع البانوراما                     |
| 7.3        | راس العامود معاليه هزيتيم             |            |       |         | شارع معاليه هزيتيم                  |
| 7.5        | جبل الزيتون                           |            |       |         | شارع محلي                           |
| 7.7        | راس العامود وادي قدوم                 | للمشاة فقط |       |         | شارع راس العامود شارع الساحل الأخضر |
| 7.8        | وادي قدوم                             |            |       |         | شارع الأنصار شارع نزلة أبو سويع     |
| 8.2        | شارع الشيخ وادي قدوم                  |            |       |         | شارع وادي عبد الله                  |
| 8.25       | شارع الشيخ وادي قدوم                  |            |       |         | شارع الوفاء                         |
| 8.75       | شارع الشيخ وادي قدوم                  |            |       |         | شارع محلي                           |
| 9          | شارع الشيخ وادي قدوم أبو ديس          | ميدان      |       |         | شارع الشيخ شارع الرس.               |